# Thlaspi stenocarpum
Thlaspi stenocarpum là một loài thực vật có hoa trong họ Cải. Loài này được Hedge miêu tả khoa học đầu tiên.